# 符册街心牌楼
符册街心牌楼，位于山西省临汾市翼城县南唐乡符册村中，建于清道光二十九年（1849年）。  
1987年8月20日，符册街心牌楼公布为翼城县文物保护单位。